# Матадор (Техас)
Матадор (англ. Matador) — город в США, расположенный в северной части штата Техас, административный центр округа Мотли. По данным переписи за 
2010 год число жителей составляло 607 человек, по оценке Бюро переписи США в 2016 году в городе проживало 589 человек.

## История

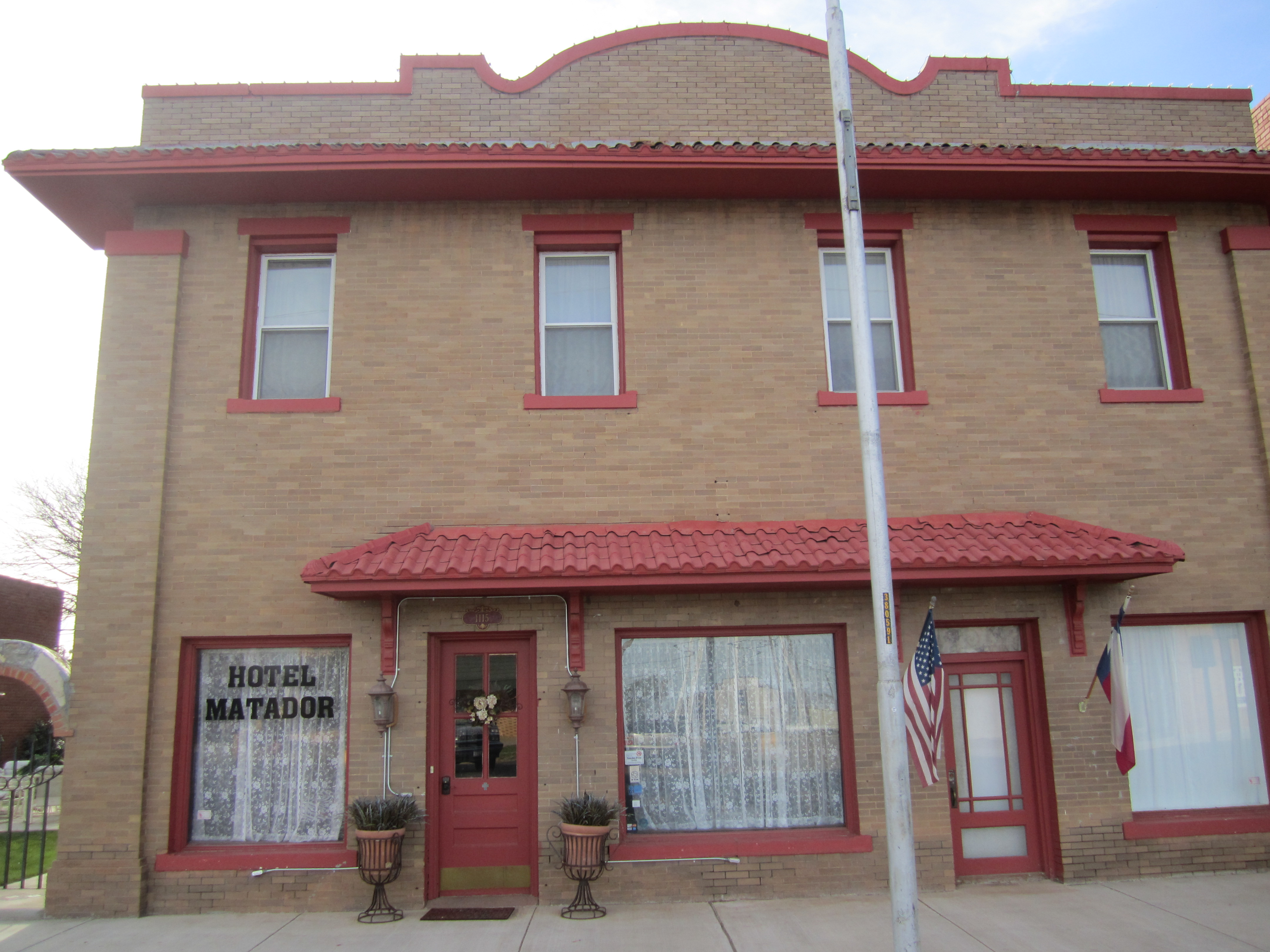
Восстановленный отель Картер, построенный в 1914 году.

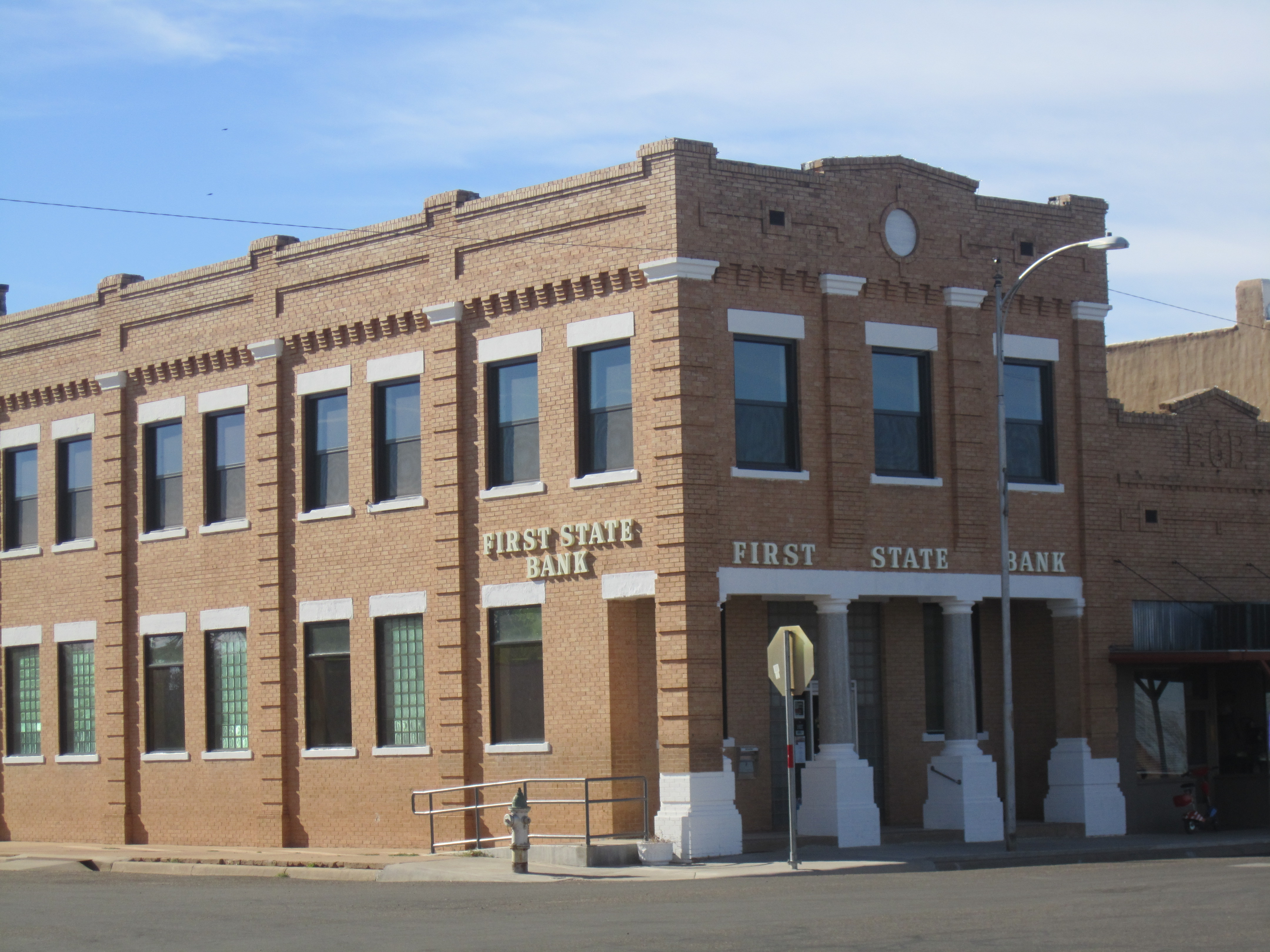
Банк First State Bank в Матадоре

Поселение получило название в честь ранчо Матадор, которое было создано в 1879 году. Почтовое отделение появилось на ранчо ещё до образования города, в 1886 году. В 1891 году был образован округ Мотли и Матадор был выбран административным центром. Несмотря на то, что в городе не было железной дороги, он закрепился в роли главного города в округе. В 1891 году открылась первая школа в городе, а также начала выпускаться газета Motley County News, в 1901 году открылся первый банк. В 1912 году город получил устав, началось формирование органов местного управления. В 1913 году была построена местная железная дорога Motley County Tailroad.

## География
Матадор находится в центральной части округа, его координаты: 34°00′54″ с. ш. 100°49′16″ з. д..
Согласно данным бюро переписи США, площадь города составляет около 3,4 км2, полностью занятых сушей.

### Климат
Согласно классификации климатов Кёппена, в Матадоре преобладает семиаридный климат умеренных широт (BSk).
| Показатель                    | Янв. | Фев. | Март  | Апр. | Май  | Июнь | Июль | Авг. | Сен. | Окт. | Нояб. | Дек.  | Год   |
| ----------------------------- | ---- | ---- | ----- | ---- | ---- | ---- | ---- | ---- | ---- | ---- | ----- | ----- | ----- |
| Абсолютный максимум, °C       | 30,6 | 33,9 | 37,8  | 39,4 | 42,2 | 46,7 | 43,9 | 43,9 | 41,1 | 40,6 | 34,4  | 29,4  | 46,7  |
| Средний суточный максимум, °C | 12,2 | 14,5 | 18,9  | 24,4 | 28,5 | 32,7 | 34,8 | 34,2 | 29,8 | 24,8 | 17,9  | 13,3  | 23,8  |
| Средняя температура, °C       | 4,9  | 7    | 11,1  | 16,5 | 21,2 | 25,6 | 27,9 | 27,1 | 22,9 | 17,4 | 10,6  | 6,1   | 16,5  |
| Средний суточный минимум, °C  | −2,4 | −0,6 | 3,2   | 8,6  | 13,7 | 18,6 | 20,9 | 20,1 | 15,9 | 9,9  | 3,3   | −1,2  | 9,2   |
| Абсолютный минимум, °C        | −20  | −20  | −16,1 | −5,6 |      | 7,8  | 12,2 | 11,1 | 2,8  | −5,6 | −11,1 | −20,6 | −20,6 |
| Норма осадков, мм             | 17   | 20   | 30    | 43   | 75   | 86   | 59   | 59   | 69   | 51   | 24    | 21    | 556   |
| Источник: weatherbase.com     |      |      |       |      |      |      |      |      |      |      |       |       |       |

## Население
Согласно переписи населения 2010 года в городе проживало 607 человек, было 276 домохозяйств и 179 семей. Расовый состав города: 90,6 % — белые, 2,3 % — афроамериканцы, 0,3 % — 
коренные жители США, 0 % — азиаты, 0 % (0 человек) — жители Гавайев или Океании, 5,4 % — другие расы, 1,3 % — две и более расы. Число испаноязычных жителей любых рас составило 17,1 %.
Из 276 домохозяйств, в 25,7 % живут дети младше 18 лет. 50,7 % домохозяйств представляли собой совместно проживающие супружеские пары (15,6 % с детьми младше 18 лет), в 8 % домохозяйств женщины проживали без мужей, в 6,2 % 
домохозяйств мужчины проживали без жён, 35,1 % домохозяйств не являлись семьями. В 33,3 % домохозяйств проживал только один человек, 19,6 % составляли одинокие пожилые люди (старше 65 лет). Средний размер домохозяйства составлял 2,2 человека. Средний размер семьи — 2,75 человека.
Население города по возрастному диапазону распределилось следующим образом: 25,4 % — жители младше 20 лет, 19,2 % находятся в возрасте от 20 до 39, 28,5 % — от 40 до 64, 27 % — 65 лет и старше. Средний возраст составляет 46,2 года.
Согласно данным опросов пяти лет с 2012 по 2016 годы, средний доход домохозяйства в Матадоре составляет 35 556 долларов США в год, средний доход семьи — 49 821 доллар. Доход на душу населения в городе составляет 22 013 долларов. Около 1,3 % семей и 11,6 % населения находятся за чертой бедности. В том числе 9,7 % в возрасте до 18 лет и 7,5 % старше 65 лет.

## Местное управление

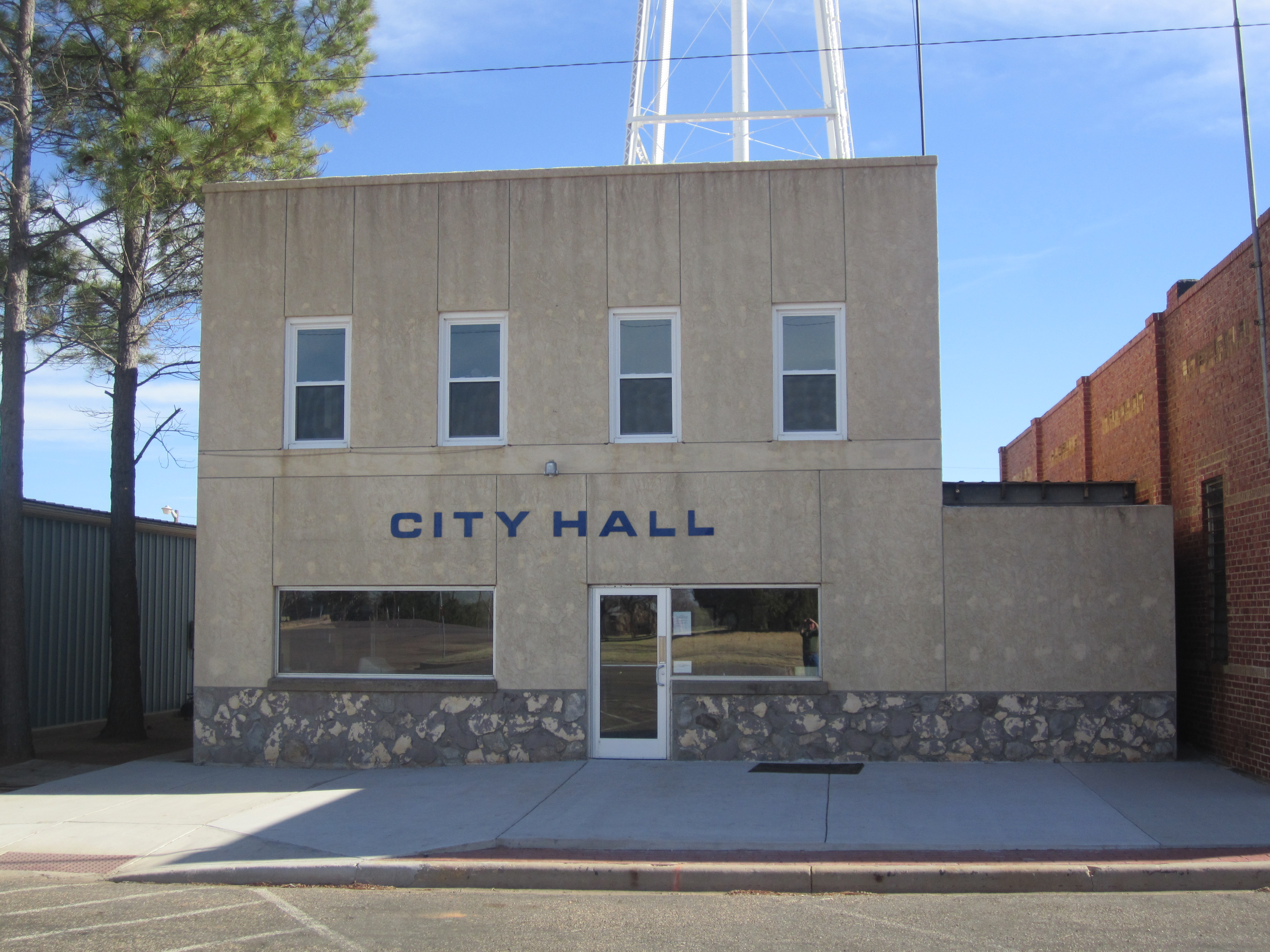
Городская ратуша Матадора

Управление городом осуществляется мэром и городским советом, состоящим из 5 человек.
Другими важными должностями, на которые происходит наём сотрудников, являются:
- Городской секретарь
- Городской юрист
- Шеф пожарной охраны

## Инфраструктура и транспорт
Основными автомагистралями, проходящими через Матадор, являются:
- автомагистраль 62 США идёт с востока от Падьюки на запад к Флойдейде.
- автомагистраль 70 США полностью совпадает с US 62 на участке от Падьюки к Флойдейде.
- автомагистраль 70 штата Техас идёт с севера от Кларендона на юг к Диккенсу.

Ближайшим аэропортом, выполняющим коммерческие рейсы, является международный аэропорт Престона Смита в Лаббоке. Аэропорт находится примерно в 125 километрах к юго-западу от Матадора.

## Образование
Город обслуживается независимым школьным округом Мотли. 